# Mesiphiastus laterialbus
Mesiphiastus laterialbus là một loài bọ cánh cứng trong họ Cerambycidae.